# Ritorna il legionario

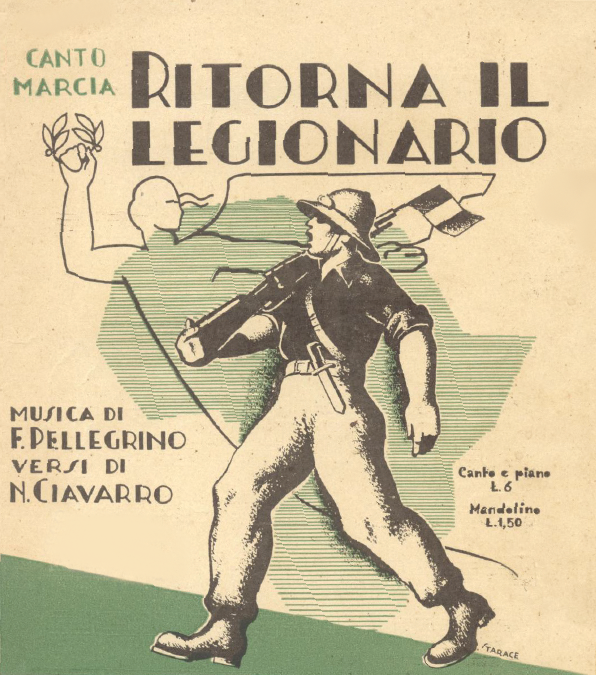
Canzoniere di "Ritorna il legionario", edizioni musicali "Il Gladio"

Ritorna il legionario, conosciuto anche come Canto dei volontari, è un brano musicale composto da Nino Ciavarro e musicato da Francesco Pellegrino nel 1936. 

## Storia
Dopo un anno di guerra nella campagna d'Etiopia, l'Italia aveva ormai completato il proprio progetto coloniale con la conquista dell'unico impero rimasto indipendente in Africa, divenuto quindi parte dei domini italiani. La canzone narra appunto del ritorno vittorioso di un legionario (così erano chiamati i soldati impegnati nella guerra africana, con ovvio riferimento ai soldati dell'antica Roma) dopo l'esperienza bellica oltremare.

## Versione repubblicana
Durante gli anni della Repubblica Sociale Italiana (RSI), il brano era conosciuto con il titolo Riparte il legionario, il testo venne modificato nel 1943 da un anonimo che eliminò i riferimenti alla monarchia e aggiunse versi contro l'Inghilterra.

## Nella cultura di massa
All'inizio del film Tutti a casa, il tenente Alberto Innocenzi (Alberto Sordi) riceve ordine dal colonnello di fare cantare il suo plotone durante la marcia, e fa intonare l'unica canzone che tutti conoscono: Ritorna il legionario, nominata però con il primo verso del testo: "Mamma ritorno ancor nella casetta".